# Albert Boccagny
Albert Boccagny, né le 28 mai 1894 à Perrignier (Haute-Savoie) et mort le 21 novembre 1983 à Cervens (Haute-Savoie), est un homme politique français.

## Biographie
Né le 28 mai 1894 à Perrignier (Haute-Savoie) et décédé le 21 novembre 1983 à Thonon-les-Bains (Haute-Savoie), Albert Boccagny était un militant communiste de la première heure. Tout d'abord membre de la SFIO, il rejoignit les rangs de la SFIC (Section Française de l'Internationale Communiste, premier nom du Parti communiste français) lors du Congrès de Tours de décembre 1920.
Albert Boccagny reste fidèle toute sa vie à son idéal communiste et prend des responsabilités au sein de son parti. Cet engagement le conduisit également à briguer des mandats électifs. Maire de Cervens à partir de 1927, il est révoqué par le régime de Vichy et c'est à son retour de déportation qu'il retrouve ses fonctions.
Il est conseiller général du canton de Thonon-les-Bains, Membre de la première et de la seconde Assemblée nationale constituante  et Député de la Haute-Savoie de 1946 à 1951 et de 1956 à 1958.

## Détail des fonctions et des mandats
Mandats parlementaires
- 21 octobre 1945 - 10 juin 1946 : Député de la Haute-Savoie
- 2 juin 1946 - 27 novembre 1946 : Député de la Haute-Savoie
- 10 novembre 1946 - 4 juillet 1951 : Député de la Haute-Savoie
- 2 janvier 1956 - 8 décembre 1958 : Député de la Haute-Savoie